# Tú (bài hát)
"Tú" (tiếng Việt: "Bạn") là đĩa đơn của ca sĩ người Colombia Shakira, trích từ album phòng thu thứ hai của cô, Dónde Están los Ladrones?.